# Mistrzostwa świata w plażowej piłce ręcznej
Mistrzostwa świata w plażowej piłce ręcznej odbywają się co dwa lata od 2004 roku. Rozgrywki męskie, jak i żeńskie odbywają się jednocześnie.

## Wyniki

### Mężczyźni
| Rok  | Gospodarz                              | Zwycięzca                                         | Drugi                                             | Trzeci                                            | Czwarty                                           |
| ---- | -------------------------------------- | ------------------------------------------------- | ------------------------------------------------- | ------------------------------------------------- | ------------------------------------------------- |
| 2004 | Egipt, El Gouna                        | Egipt                                             | Turcja                                            | Rosja                                             | Chorwacja                                         |
| 2006 | Brazylia, Copacabana, · Rio de Janeiro | Brazylia                                          | Turcja                                            | Hiszpania                                         | Egipt                                             |
| 2008 | Hiszpania, Cadiz                       | Chorwacja                                         | Brazylia                                          | Serbia                                            | Egipt                                             |
| 2010 | Turcja, Antalya                        | Brazylia                                          | Węgry                                             | Turcja                                            | Egipt                                             |
| 2012 | Oman, Muscat                           | Brazylia                                          | Ukraina                                           | Chorwacja                                         | Rosja                                             |
| 2014 | Brazylia, Recife                       | Brazylia                                          | Chorwacja                                         | Katar                                             | Dania                                             |
| 2016 | Węgry, Budapeszt                       | Chorwacja                                         | Brazylia                                          | Katar                                             | Węgry                                             |
| 2018 | Rosja, Kazań                           | Brazylia                                          | Chorwacja                                         | Węgry                                             | Szwecja                                           |
| 2020 | Włochy, Pescara                        | MŚ odwołano z powodu pandemii COVID-19 na świecie | MŚ odwołano z powodu pandemii COVID-19 na świecie | MŚ odwołano z powodu pandemii COVID-19 na świecie | MŚ odwołano z powodu pandemii COVID-19 na świecie |
| 2022 | Grecja, Kreta                          | Chorwacja                                         | Dania                                             | Brazylia                                          | Grecja                                            |
| 2024 | Chiny, Pingtan Island                  | Chorwacja                                         | Dania                                             | Portugalia                                        | Niemcy                                            |

### Kobiety
| Rok  | Gospodarz                              | Zwycięzca                                         | Drugi                                             | Trzeci                                            | Czwarty                                           |
| ---- | -------------------------------------- | ------------------------------------------------- | ------------------------------------------------- | ------------------------------------------------- | ------------------------------------------------- |
| 2004 | Egipt, El Gouna                        | Rosja                                             | Turcja                                            | Włochy                                            | Chorwacja                                         |
| 2006 | Brazylia, Copacabana, · Rio de Janeiro | Brazylia                                          | Niemcy                                            | Rosja                                             | Bułgaria                                          |
| 2008 | Hiszpania, Cadiz                       | Chorwacja                                         | Hiszpania                                         | Brazylia                                          | Włochy                                            |
| 2010 | Turcja, Antalya                        | Norwegia                                          | Dania                                             | Brazylia                                          | Ukraina                                           |
| 2012 | Oman, Muscat                           | Brazylia                                          | Dania                                             | Norwegia                                          | Węgry                                             |
| 2014 | Brazylia, Recife                       | Brazylia                                          | Węgry                                             | Norwegia                                          | Ukraina                                           |
| 2016 | Węgry, Budapeszt                       | Hiszpania                                         | Brazylia                                          | Norwegia                                          | Węgry                                             |
| 2018 | Rosja, Kazań                           | Grecja                                            | Norwegia                                          | Brazylia                                          | Hiszpania                                         |
| 2020 | Włochy, Pescara                        | MŚ odwołano z powodu pandemii COVID-19 na świecie | MŚ odwołano z powodu pandemii COVID-19 na świecie | MŚ odwołano z powodu pandemii COVID-19 na świecie | MŚ odwołano z powodu pandemii COVID-19 na świecie |
| 2022 | Grecja, Kreta                          | Niemcy                                            | Hiszpania                                         | Holandia                                          | Grecja                                            |
| 2024 | Chiny, Pingtan Island                  | Niemcy                                            | Argentyna                                         | Holandia                                          | Dania                                             |